# Pantolytomyia wairua
Pantolytomyia wairua är en stekelart som beskrevs av Naumann 1988. Pantolytomyia wairua ingår i släktet Pantolytomyia och familjen hyllhornsteklar. Inga underarter finns listade i Catalogue of Life.